# Борнмут (аэропорт)
Аэропорт Борнмут (англ. Bournemouth Airport) (ИАТА: BOH, ИКАО: EGHH) (ранее известный как аэропорт Хёрн (англ. Hurn Airport)) — аэропорт в 8 км к северо-востоку от города Борнмут, Англия. Аэропорт находится в округе Крайстчер. До недавнего времени основную часть рейсов в аэропорту составляли чартеры, однако сейчас доминируют регулярные рейсы. Основными направлениями являются Кипр, Франция, Греция, Италия, Польша, Португалия, Испания, Тунис, Турция, а также некоторые другие страны. Пассажиропоток в 2007 вырос на 13 % до 1 083 379, и это первый раз, когда пассажирооборот аэропорта превысил миллионную отметку.
Аэропорт Борнмут имеет публичную лицензию аэропорта (номер P736), которая разрешает пассажироперевозки и обучение полётам.

## История

### 1940-е
Борнмутский Аэропорт первоначально был авиабазой Королевских ВВС RAF Hurn, которая была создана 1 августа 1941, во время Второй мировой войны. Она использовалось для обучения парашютистов и как база планеров перед Марокко-Алжирской операцией в 1943. До дня Д здесь была база 570-й эскадрильи Королевских ВВС, которая высаживала агентов и осуществляла поставки запасов французскому сопротивлению. Аэропорт использовался ВВС США во время подготовки к высадке в Нормандии. Это была также база 84 Группы Второго Тактического Флота Королевских ВВС, включая девять эскадрилий Hawker Typhoon, которые ежедневно летали во Францию для поддержки наземных сил.
С ноября 1944 аэродром принял бристольский аэродром Вайтчёрч в качестве главной базы British Overseas Airways Corporation до окончательного открытия Хитроу в 1948. Здесь была отправная точка первого рейса между Англией и Австралией, который занимал три дня на Avro Lancastrian (модификации Avro Lancaster).

### Производство самолётов
Vickers-Armstrongs приобрела некоторые из ангаров BOAC в Хёрне в 1951 и начала производство Varsity, затем Viscount, а потом и BAC One-Eleven British Aircraft Corporation.
Почти все Vickers Viscount и BAC 1-11 были построены здесь. Некоторые из TSR-2 также были построены здесь (однако окончательная сборка и испытания производились в Уортоне, Ланкашир), кроме того здесь производились некоторые детали для Concorde. Закрытие производственного участка BAC в 1980 означало, что Борнмут перестал играть существенную роль в авиастроении Великобритании. На участке, принадлежавшем BAC, располагается крупнейшая в Дорсете промышленная зона.

### Аэропорт Борнмут
В 1969 аэропорт был приобретен совместно Bournemouth Corporation и Советом Графства Дорсет и получил название «Аэропорт Борнмут» (англ. Bournemouth Airport) (позднее переименовывался в «Международный аэропорт Борнмут» (англ. Bournemouth International Airport)). Новые владельцы приняли решение перестроить аэродром в коммерческий аэропорт и к 1980 году аэропорт начал принимать чартерные рейсы авиакомпании European Aviation.
В 1993 открылись первые регулярные рейсы, European Aviation сменила название на European Aviation Air Charter (EAC), начала работу авиакомпания Palmair.
В 1995 аэропорт был продан National Express Group, а затем, в марте 2001, аэропорт купила Manchester Airports Group, на сегодняшний день крупнейший оператор аэропортов британского происхождения.
В 2003 EAC приобрёл шесть Boeing 747-200 у British Airways для того, чтобы открыть дальнемагистральные маршруты из аэропорта. Однако из-за финансовых трудностей этот проект был закрыт в 2005.
Palmair, принадлежащий Bath Travel, стал главным оператором в аэропорту.
В 2005 Thomsonfly стал первой крупной бюджетной авиакомпанией, которая открыла хаб в Борнмуте; два Boeing 737—300 стали использоваться на европейских маршрутах.
В том же 2005 Air Berlin, easyJet и Ryanair начали предоставление своих услуг. Ежедневно отправляются рейсы на Нормандские острова авиакомпании Blue Islands, базирующейся в Джерси.
В 2007 владельцы аэропорта, Manchester Airports Group, объявили о запланированных инвестициях зв 32 млн фт. ст. в реконструкцию аэропорта, главными направлениями которой станут новые автомобильные стоянки и постройка нового международного терминала. Планируется обеспечить аэропорт большими экранами, а впоследствии также вывести старый терминал из эксплуатации. 21 июня 2007 Комитетом Планирования Совета Крайстчера поддержал проект реконструкции, несмотря на несколько акций протеста со стороны местных жителей. Ожидаемая пропускная способность аэропорта — 3 млн пассажиров в год, что требует дополнительных инвестиций в дороги, организацию автобусного сообщения, а также использование более тихих самолётов.
В 2007 Wizz Air открыл рейс в Катовице, Польша. Ryanair также объявил об открытии рейсов в Марсель, Франция; Аликанте, Испания и Милан, Италия.
Летом 2007 Ryanair открыл 8 рейсов из Борнмута. EasyJet объявил об открытии рейса в Краков, Польша, а также сезонного рейса в Гренобль, Франция; при этом количество рейсов easyJet увеличится до трёх. 20 сентября 2007 Wizz Air объявила об открытии своего второго рейса в Гданьск с марта 2008.
Совет Крайстчера и Правительство поддержали планы относительно реконструкции здания аэропорта с увеличением его размера на 62 %; работа началась в августе 2007.
В 2008 Palmair введёт ряд новых чартерных рейсов в Тунис, Фуэртевентура, Сорренто, Побережье Амальфи и Родос. Olympic Holidays также откроет новые чартерные рейсы на Керкиру и в Закинф в Греции и в Ларнаку на Кипре. 9 января 2008 Ryanair объявило том, что она будет базировать один из Boeing 737 в Борнмуте с апреля 2008. Это связано с увеличением количества маршрутов до 12.

## Стив Фоссет
Около 17:00 в субботу 11 февраля 2006 известный миллионер Стив Фоссетт сделал вынужденную посадку в аэропорту Борнмута после завершения самого длинного безостановочного полёта в истории длиной 41 467 км за 76 часов 45 минут. Фоссет планировал завершить полёт ещё через 232 км в аэропорту Кента, но из-за отказа электрического генератора на борту Virgin Atlantic Global Flyer вынудил его дать сигнал Mayday, после чего он приземлился в условиях ограниченной видимости. При приземлении разорвалось две шины.

## Регулярные рейсы
- Blue Islands
- easyJet
- Ryanair
- Thomsonfly
- Wizz Air

## Чартерные авиакомпании
- Thomson
- Palmair
- NewMarket Air Holidays
- Olympic Holidays

## Технопарк
В аэропорту расположен технопарк (Aviation Business Park, ABP) площадью 200 акров, в котором находятся офисы и ангары. Здесь находятся следующие компании:
Airtime Aviation — AOG Sameday — AOG Tank Devils — AV8Jet.com — Basepoint — B & H Worldwide — CEGA Aviation Services — Channel Express — Cryovac — CSE Citation Centre — De Havilland Aviation — European Air Charter — FR Aviation — Hobbycraft — HoneywellLester — Idridge — Jetworks Ltd — Meggitt — Ocean Yachts — Pilatus Centre UK — Primetals — Signature Flight Support — Target Express — Triton Motor Services